# Elecciones estatales de Baja Sajonia de 1970
La elección del séptimo parlamento de Baja Sajonia tuvo lugar el 14 de junio de 1970.

## Antecedentes
La gran coalición gobernante se había derrumbado, ya que por cambios de militancia de diputados la CDU se había convertido en el mayor bloque parlamentario y había obtenido así más influencia en el Consejo Federal, haciéndose pronto imposible la colaboración con el SPD, socio mayoritario. En 1970, por lo tanto, el Parlamento se disolvió, marcando la primera vez en la historia de la República Federal en que se convocaban elecciones anticipadas a un parlamento regional. Esta fue a su vez la primera elección bajo sajona desde que Willy Brandt (SPD) había asumido la cancillería federal el año anterior. Según el candidato de la CDU Wilfried Hasselmann, la elección bajo sajona debía ser un impulso para la disolución del gobierno de Brandt.

## Resultados
En comparación con la elección estatal anterior, los dos grandes partidos fueron capaces de mejorar sus resultados. El SPD alcanzó el 46,3 por ciento, y la CDU el 45,7 por ciento, ganando el SPD solo un escaño más que la CDU. Todos los otros partidos estaban por debajo del umbral del 5 por ciento, siendo la primera vez que en el Parlamento Regional estaban representados solo dos partidos. Alfred Kubel (SPD) fue elegido primer ministro el 8 de julio de 1970 y formó un gobierno en solitario con su partido al tener mayoría absoluta.
| Partido | Partido        | Votos   | %     | Mand. directos | Eacaños |
| ------- | -------------- | ------- | ----- | -------------- | ------- |
|         | SPD            | 1792943 | 46,26 | 55             | 75      |
|         | CDU            | 1771698 | 45,71 | 40             | 74      |
|         | FDP            | 169457  | 4,37  |                |         |
|         | NPD            | 124675  | 3,22  |                |         |
|         | DKP            | 15076   | 0,39  |                |         |
|         | EP             | 1256    | 0,03  |                |         |
|         | NLP            | 671     | 0,02  |                |         |
|         | Independientes | 52      | 0,00  |                |         |
| Total   | Total          | 3875828 |       | 95             | 149     |